# Autorretrato com chapéu (Gauguin)
Autorretrato com Chapéu é um autorretrato a óleo sobre tela de 1893, de Paul Gauguin, produzido após uma viagem ao Taiti, em 1892. Ele se mostra em seu estúdio em Paris com Manao Tupapau ao fundo. Está agora no Musée d'Orsay em Paris.

## Descrição
Em primeiro plano, encontramos o pintor vestido de preto e com chapéu. Esta é uma moldura com corte no peito. Ele provavelmente está sentado. Ombros abertos para a direita, cabeça voltada para a esquerda, em três quartos. Ele parece estar olhando para o espectador: sua posição revela a oposição entre os ombros e a cabeça. O corpo está direcionado para a direita simbolizando o tempo futuro enquanto seu rosto parece olhar para o seu passado, aqui representado por objetos trazidos do Taiti (pintura de Manao Tupapau e pareo).
Ao fundo, o feixe amarelo aparece em destaque e na luz. É a linha de tensão que separa a pintura em duas. À esquerda do pintor, encontramos o passado marcado por acontecimentos e objetos. À sua direita, é um espaço (triângulo verde) que se tornou impalpável, pois ele não consegue prever os próximos acontecimentos de sua vida. Este feixe traça uma fronteira radical entre passado, presente e futuro.
À sua esquerda, notamos a presença de uma toalha azul com motivos florais cobrindo a mesa: é na verdade um pareo.
No terceiro plano encontramos Manao Tupapau: uma pintura emblemática que é o retrato de sua amante no Taiti.